# Bon Jovi (álbum)
Bon Jovi é o álbum de estreia da banda Bon Jovi, lançado em 21 de janeiro de 1984. O álbum foi gravado em junho de 1982.
Durante um concerto de abertura para a banda Scandal, o grupo chamou a atenção do executivo de gravadora Derek Shulman, que os assinou com a PolyGram. O álbum chegou à ouro nos Estados Unidos (mais de 500 mil cópias vendidas) e também foi lançado no Reino Unido. A banda abriu para ZZ Top no Madison Square Garden (antes do álbum ser lançado), e para o Scorpions e o Kiss na Europa, além de concertos no Japão.

## Faixas
| Lado 1         |                          |                              |         |  |
| N.º            | Título                   | Compositor(es)               | Duração |  |
| 1.             | "Runaway"                | Jon Bon Jovi, George Karak   | 3:50    |  |
| 2.             | "Roulette"               | Jon Bon Jovi, Richie Sambora | 4:41    |  |
| 3.             | "She Don't Know Me"      | Mark Avsec                   | 4:02    |  |
| 4.             | "Shot Through the Heart" | Jon Bon Jovi, Jack Ponti     | 4:25    |  |
| 5.             | "Love Lies"              | Jon Bon Jovi, David Bryan    | 4:09    |  |
| 6.             | "Breakout"               | Jon Bon Jovi, David Bryan    | 5:23    |  |
| 7.             | "Burning for Love"       | Jon Bon Jovi, Richie Sambora | 3:53    |  |
| 8.             | "Come Back"              | Jon Bon Jovi, Richie Sambora | 3:58    |  |
| 9.             | "Get Ready"              | Jon Bon Jovi, Richie Sambora | 4:08    |  |
| Duração total: | Duração total:           | Duração total:               | 38:29   |  |

## Formação
- Jon Bon Jovi - vocais, guitarra
- Richie Sambora - guitarra principal, vocal de apoio
- Alec John Such - baixo, vocal de apoio
- David Bryan - teclado, vocal de apoio
- Tico Torres - bateria

## Paradas musicais
| Críticas profissionais | Críticas profissionais |
| Avaliações da crítica  | Avaliações da crítica  |
| Fonte                  | Avaliação              |
| ---------------------- | ---------------------- |
| AllMusic               | [ 1 ]                  |

| 1984 | 43 | 68 | 39 | 18 | 38 |

## Certificações
| 1984 | Platina | Ouro | Platina |